# Castricum
Castricum – gmina w Holandii, w prowincji Holandia Północna.

## Miejscowości
Akersloot, Bakkum, Bakkum-Noord, Castricum aan Zee, De Woude, Dusseldorp, Limmen.